# Aspettando il Messia
Aspettando il Messia (Esperando al Mesías) è un film del 2000 diretto da Daniel Burman.

## Trama
Un improvviso shock del mercato azionario in Oriente fa incrociare le vite di alcune persone nella Buenos Aires della crisi economica del '99.

## Distribuzione
Il film è stato distribuito nelle sale cinematografiche argentine a partire dal 25 maggio 2000. In Italia, è stato presentato in anteprima alla 57ª Mostra internazionale d'arte cinematografica di Venezia nel settembre 2000, nella sezione Cinema del presente, ed ivi distribuito direct-to-video dalla 30 Holding.

## Riconoscimenti
- 2000 - Semana Internacional de Cine de Valladolid
  - Premio FIPRESCI